# Landeskirche
Landeskirche son cada una de las diócesis en que se agrupan las diversas iglesias en cada región de Alemania y Suiza. En Liechtenstein es sinónimo de iglesia estatal  (Staatkirche).

## Landeskirche en la Edad Media
En el período anterior a la Reforma, podemos entender el término Landeskirche, como la organización de la iglesia en un determinado territorio que aunque dependiente del Papa, tenían un grado de autonomía en su estructura interna y en su relación con los respectivos gobernantes. La presencia de estas iglesias regionales, jugó un papel importante para la posterior delimitación de los reinos medievales.

## Landeskirche en Alemania

Landeskirche protestantes en Alemania

### Origen
En Alemania, al contrario que en Escandinavia o Inglaterra, los Obispos se opusieron, en su gran mayoría,  a la Reforma protestante, de modo que fue imposible el cambio automático de las antiguas diócesis católicas a la nueva organización religiosa protestante. Por ello, Martín Lutero pidió a los gobernantes (reyes o príncipes) que asumieran las funciones episcopales en sus territorios, es decir, que fueran los obispos de la nueva religión luterana.
A partir de 1555, con la firma de la Paz de Augsburgo, entre el emperador Carlos V y algunos príncipes alemanes, se reconoce el principio de cuius regio, eius religio,   "a tal rey, tal religión", es decir, que la religión que profese el príncipe, será la religión que deban tener sus súbditos. Esto obligó a la creación de nuevas diócesis regionales.
Hasta la abolición de la monarquía en Alemania en 1918, fueron los nobles gobernantes, los obispos en cada territorio y la unión, entre la iglesia protestante y el Estado, era total. Esto se aplicaba también en las regiones católicas. Así, por ejemplo en la católica Baviera, era el propio Rey de Baviera (católico) el obispo de la Iglesia Luterana en su territorio. En la práctica, los Señores ejercían las funciones episcopales a través de un representante, conocido como Consistorio.

### Situación actual
Actualmente existen en Alemania 20 Landeskirchen (diócesis protestantes) que prácticamente coinciden con los ámbitos que en 1918 tenían las diversas naciones (provincias en la antigua Prusia). Así, por ejemplo, en el ámbito de la Landeskirche en Renania, coincide con el territorio de la antigua    Rheinprovinz en Prusia, cuyo territorio está hoy dividido entre cuatro estados federados.

### Resumen
| Landeskirche                                                  | Líder                                    | Creencia         | Asociado                                                            | Extensión (km²)                    | Miembros (31/12/2013) | Parroquias | Distritos | Sede                |
| ------------------------------------------------------------- | ---------------------------------------- | ---------------- | ------------------------------------------------------------------- | ---------------------------------- | --------------------- | ---------- | --------- | ------------------- |
| Landeskirche Anhalts                                          | Kirchenpräsident Joachim Liebig          | Evangélica Unida | UEK, EKD, GEKE                                                      | 2299                               | 38.744 (20)           | 144        | 5         | Dessau-Roßlau       |
| Landeskirche en Baden                                         | Landesbischof Jochen Cornelius-Bundschuh | Evangélica Unida | UEK, EKD, GEKE                                                      | ca. 15.000                         | 1.229.879 (8)         | 497        | 29        | Karlsruhe           |
| Evang.-Luth. Kirche in Bayern                                 | Landesbischof Heinrich Bedford-Strohm    | Luterana         | VELKD, EKD, LWB, GEKE                                               | 70.547                             | 2.489.581 (3)         | 1.538      | 68        | München             |
| Iglesia_Evangélica_Berlin-Brandenburg-schlesische_Oberlausitz | Bischof Markus Dröge                     | Evangélica Unida | UEK, EKD, GEKE                                                      | ?                                  | 1.044.078 (9)         | 1.305      | 35        | Berlín              |
| Evang.-Luth. Landeskirche in Braunschweig                     | Landesbischof Christoph Meyns            | Luterana         | Konf.ev.Ki.Nds, VELKD, EKD, LWB, GEKE                               | ca. 5.000                          | 364.309 (15)          | 401        | 13        | Wolfenbüttel        |
| Bremische Evangelische Kirche                                 | Schriftführer: Renke Brahms              | Evangélica Unida | UEK, EKD, GEKE                                                      | ?                                  | 213.961 (16)          | 64         | 0         | Bremen              |
| Evang.-luth. Landeskirche Hannovers                           | Landesbischof Ralf Meister               | Luterana         | Konf.ev.Ki.Nds, VELKD, EKD, LWB, GEKE                               | ?                                  | 2.763.633 (1)         | 1.406      | 57        | Hannover            |
| Evang. Kirche in Hessen und Nassau                            | Kirchenpräsident Volker Jung             | Evangélica Unida | UEK, EKD, GEKE                                                      | 13.358,77                          | 1.658.885 (7)         | 1.168      | 47        | Darmstadt           |
| Evang. Kirche von Kurhessen-Waldeck                           | Bischof Martin Hein                      | Evangélica Unida | UEK, EKD, GEKE                                                      | ?                                  | 872.164 (10)          | 795        | 26        | Kassel              |
| Lippische Landeskirche                                        | Landessuperintendent Dietmar Arends      | Reformada        | UEK, EKD, Alianza Reformada, WGRK, LWB (Clase Luterana), GEKE       | 1.157,74                           | 173.285 (18)          | 69         | 7         | Detmold             |
| Evang. Kirche in Mitteldeutschland                            | Bischöfin Ilse Junkermann                | Evangélica Unida | UEK, EKD, VELKD, LWB, GEKE                                          | ?                                  | 790.165 (11)          | 1.973      | 38        | Magdeburg, Erfurt   |
| Evang.-Luth. Kirche in Norddeutschland                        | Landesbischof Gerhard Ulrich             | Luterana         | VELKD, EKD, LWB, GEKE                                               | ?                                  | 2.193.751 (5)         | 1.028      | 41        | Kiel, Schwerin      |
| Evang.-Luth. Kirche in Oldenburg                              | Bischof Jan Janssen                      | Luterana         | Konf.ev.Ki.Nds, EKD, LWB, GEKE, estatus de invitado en VELKD y UEK, | ?                                  | 434.434 (14)          | 117        | 6         | Oldenburg           |
| Evang. Kirche der Pfalz                                       | Kirchenpräsident Christian Schad         | Evangélica Unida | UEK, EKD, GEKE                                                      | ?                                  | 552.854 (13)          | 413        | 20        | Speyer              |
| Evangelisch-reformierte Kirche                                | Kirchenpräsident Martin Heimbucher       | Reformada        | Konf.ev.Ki.Nds, UEK, EKD, Alianza Reformada, WGRK, GEKE             | Gemeinden in fast ganz Deutschland | 181.527 (18)          | 146        | 11        | Leer (Ostfriesland) |
| Evangelische Kirche im Rheinland                              | Präses Manfred Rekowski                  | Evangélica Unida | UEK, EKD, GEKE                                                      | 12.704                             | 2.707.050 (2)         | 739        | 38        | Düsseldorf          |
| Evang.-Luth. Landeskirche Sachsens                            | Landesbischof Carsten Rentzing           | Luterana         | VELKD, EKD, LWB, GEKE                                               | 14.900                             | 743.567 (12)          | 756        | 25        | Dresde              |
| Evang.-Luth. Landeskirche Schaumburg-Lippe                    | Landesbischof Karl-Hinrich Manzke        | Luterana         | Konf.ev.Ki.Nds, VELKD, EKD, LWB, GEKE                               | 675                                | 55.084 (19)           | 22         | 2         | Bückeburg           |
| Evangelische Kirche von Westfalen                             | Präses Annette Kurschus                  | Evangélica Unida | UEK, EKD, GEKE                                                      | 22.200                             | 2.388.521(4)          | 614        | 31        | Bielefeld           |
| Evang. Landeskirche in Württemberg                            | Landesbischof Frank Otfried July         | Luterana         | EKD, LWB, GEKE, estatus de invitado en VELKD y UEK                  | ca. 20.000                         | 2.144.920 (6)         | 1.317      | 47        | Stuttgart           |

Como miembros asociados de la EKD tenemos:
- Bund Evangelisch-reformierter Kirchen Deutschlands
- Herrnhuter Brüdergemeine

Hasta 2003 también fue miembro de la Iglesia evangélica en Alemania la Iglesia Evangélica de la Unión que posteriormente se unió a la Unión de Iglesias Evangélicas.

### Oficinas e instituciones
L0s siguientes cargos e instituciones medievales, todavía siguen existiendo:
- Landesbischof o obispo regional, Bischof u obispo, presidente/presidenta, conocido como superintendente, como ministro principal de la iglesia. Representa el „sucesor“ del soberano hasta 1918 (Rey, Gran Duque, Duque, Príncipe, etc).
- Synode (Evangelische Kirchen) como el „Parlamento“ de la Iglesia
- Landeskirchenrat, Oberkirchenrat, Landeskirchenamt o Konsistorium como la autoridad administrativa más alta de la iglesia.

Las iglesias regionales fundaron la Iglesia Evangélica Alemana - EKD, con sede en Hannover.

### Jerarquía
La estructura administrativa varía de una iglesia regional a otra. A menudo, se mantienen diferentes nombres para la misma instancia administrativa. Para evitar confusiones, la siguiente tabla debe proporcionar una visión general de los nombres de los niveles administrativos en las iglesias regionales de la EKD. Además, entre paréntesis se menciona el nombre del liderazgo personal, ya que existen también cargos en las iglesias estatales con el mismo nombre, pero que significan cosas diferentes. La cursiva también menciona cualquier cuerpo del nivel administrativo.
| Landeskirche                                                  | Instancia más baja                           | Instancia inferior                                                   | Instancia media                                  | Instancia superior                                         |
| ------------------------------------------------------------- | -------------------------------------------- | -------------------------------------------------------------------- | ------------------------------------------------ | ---------------------------------------------------------- |
| Evang. Landeskirche Anhalts                                   | Kirchengemeinde Gemeindekirchenrat           | Kirchenkreis (Kreisoberpfarrer) Kreissynode                          |                                                  | Landeskirche (Kirchenpräsident) Landessynode               |
| Evang. Landeskirche in Baden                                  | Kirchengemeinde Kirchengemeinderat           | Kirchenbezirk, también Dekanat (Dekan) Bezirkssynode                 | Kirchenkreis, también Prälatur (Prälat)          | Landeskirche (Landesbischof) Landessynode                  |
| Evang.-Luth. Kirche in Bayern                                 | Kirchengemeinde Kirchenvorstand              | Dekanat (Dekan) Dekanatssynode                                       | Kirchenkreis (Regionalbischof)                   | Landeskirche (Landesbischof) Landessynode                  |
| Evang. Kirche in Berlin- Brandenburg- schlesische Oberlausitz | Kirchengemeinde Kirchenvorstand              | Kirchenkreis (Superintendent) Kreissynode                            | Sprengel (Generalsuperintendent)                 | Landeskirche (Bischof) Landessynode                        |
| Evang.-Luth. Landeskirche in Braunschweig                     | Kirchengemeinde Kirchenvorstand              | Propstei (Propst) Propsteisynode                                     |                                                  | Landeskirche (Landesbischof) Landessynode                  |
| Bremische Evangelische Kirche                                 | Kirchengemeinde                              |                                                                      |                                                  | Landeskirche (Präsident des Kirchenausschusses) Kirchentag |
| Evang.-Luth. Landeskirche Hannovers                           | Kirchengemeinde Kirchenvorstand              | Kirchenkreis (Superintendent) Kirchenkreistag                        | Sprengel (Landessuperintendent) Ephorenkonferenz | Landeskirche (Landesbischof) Kirchensenat, Landessynode    |
| Evang. Kirche in Hessen und Nassau                            | Kirchengemeinde Kirchenvorstand              | Dekanat (Dekan) Dekanatssynode                                       | Propstei (Propst)                                | Landeskirche (Kirchenpräsident) Landessynode               |
| Evang. Kirche von Kurhessen-Waldeck                           | Kirchengemeinde Kirchenvorstand              | Kirchenkreis (Dekan) Kreissynode                                     | Sprengel (Propst)                                | Landeskirche (Bischof) Landessynode                        |
| Lippische Landeskirche                                        | Kirchengemeinde Kirchenvorstand              | Klasse, también Bezirk (Superintendent) Klassentag                   |                                                  | Landeskirche (Landessuperintendent) Landessynode           |
| Evangelische Kirche in Mitteldeutschland                      | Kirchengemeinde                              | Kirchenkreis                                                         | Propstsprengel                                   | Landeskirche (Bischof) Landessynode                        |
| Evangelisch-Lutherische Kirche in Norddeutschland             | Kirchengemeinde                              | Kirchenkreis                                                         | Sprengel                                         | Landeskirche (Landesbischof) Synode                        |
| Evang.-Luth. Kirche in Oldenburg                              | Kirchengemeinde Gemeindekirchenrat           | Kirchenkreis (Kreispfarrer) Kreissynode                              |                                                  | Landeskirche (Bischof) Synode                              |
| Evang. Kirche der Pfalz                                       | Kirchengemeinde Presbyterium                 | Kirchenbezirk, también Dekanat (Dekan) Bezirkssynode                 |                                                  | Landeskirche (Kirchenpräsident) Landessynode               |
| Evangelisch-reformierte Kirche                                | Kirchengemeinde Kirchenrat oder Presbyterium | Synodalverband (Präses des Moderamens) Synodalverbandssynode         |                                                  | Landeskirche (Kirchenpräsident) Gesamtsynode               |
| Evangelische Kirche im Rheinland                              | Kirchengemeinde Presbyterium                 | Kirchenkreis (Superintendent) Kreissynode                            |                                                  | Landeskirche (Präses) Landessynode                         |
| Evang.-Luth. Landeskirche Sachsens                            | Kirchgemeinde Kirchenvorstand                | Kirchenbezirk, también Ephorie (Superintendent) Kirchenbezirkssynode | Kirchenamtsratsbereich (Kirchenamtsrat)          | Landeskirche (Landesbischof) Landessynode                  |
| Evang.-Luth. Landeskirche Schaumburg-Lippe                    | Kirchengemeinde Gemeindekirchenrat           | Kirchenbezirk (Superintendent)                                       |                                                  | Landeskirche (Landesbischof) Landessynode                  |
| Evangelische Kirche von Westfalen                             | Kirchengemeinde Presbyterium                 | Kirchenkreis (Superintendent) Kreissynode                            |                                                  | Landeskirche (Präses) Landessynode                         |
| Evang. Landeskirche in Württemberg                            | Kirchengemeinde Kirchengemeinderat           | Kirchenbezirk (Dekan) Bezirkssynode                                  | Prälatur, también Sprengel (Prälat)              | Landeskirche (Landesbischof) Landessynode                  |

La instancia más baja en la administración general es comparable a la comunidad política, la instancia inferior al distrito, la instancia media al distrito administrativo y la instancia superior al estado federal.

## Landeskirchen en Suiza

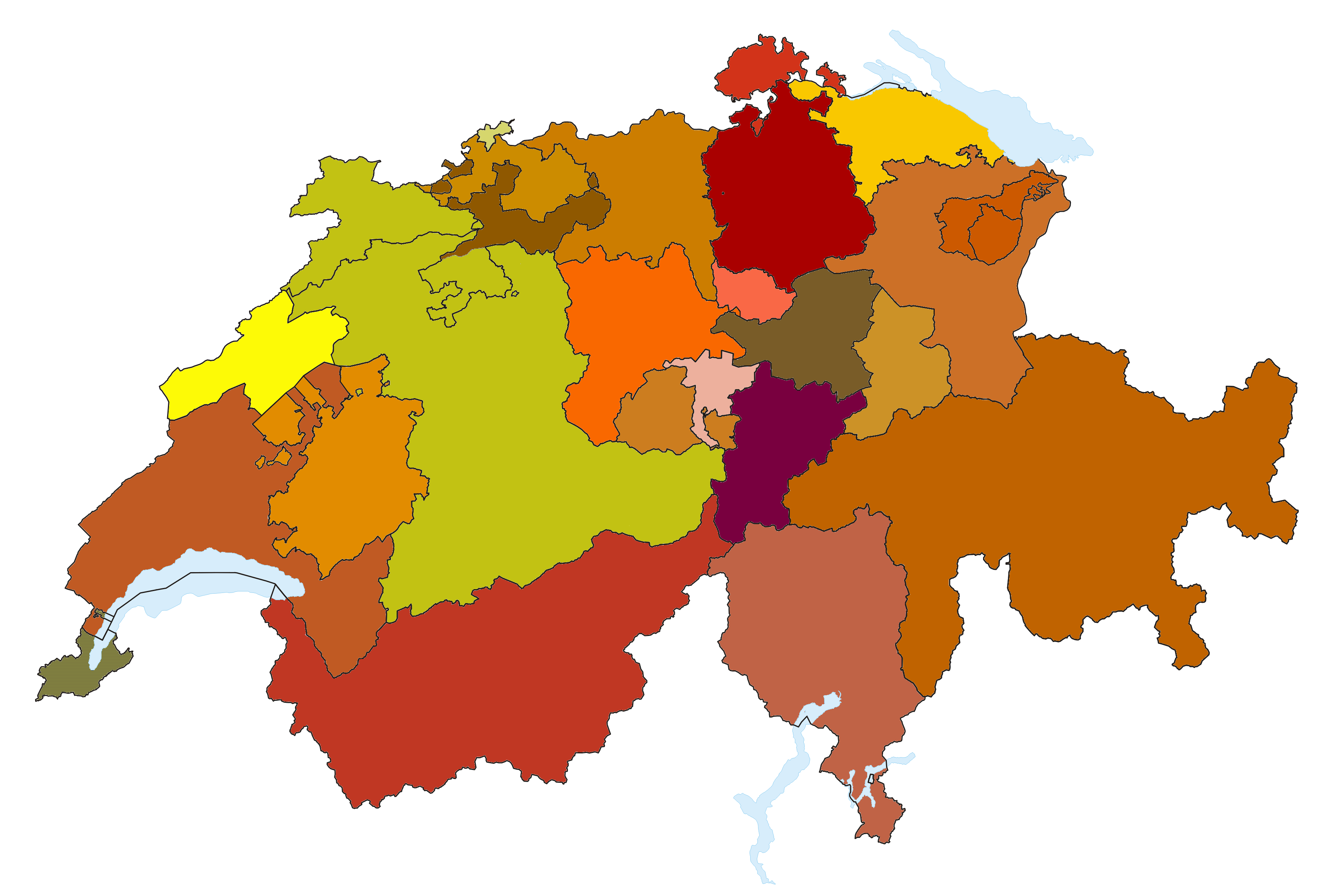
Reformierte Landeskirchen der Schweiz

### Typen
En Suiza, la relación entre la Iglesia y el Estado está regulada por la legislación de cada cantón. Con la excepción de los cantones de Ginebra y Neuenburg, todos los cantones reconocen, en su derecho público, a algunas iglesias. 
En todos los cantones se reconoce a la Iglesias reformadas y a la Iglesia católica y en algunos cantones también a la  Christian Catholic Church. Estas tres iglesias, especialmente la Reformada, se llaman iglesias provinciales o cantonales.

### Evangelisch-reformierte Landeskirchen
| Landeskirche                                                             | Präsident                                               | Fläche (km²) | Kirch- gemeinden | Mitglieder (Stand: 2012) | Verwaltungssitz |
| ------------------------------------------------------------------------ | ------------------------------------------------------- | ------------ | ---------------- | ------------------------ | --------------- |
| Reformierte Landeskirche Aargau                                          | Kirchenratspräsident: Christoph Weber-Berg              | 1’404        | 75               | 180’349                  | Aarau           |
| Evangelisch-reformierte Landeskirche beider Appenzell                    | Kirchenratspräsident: Kurt Kägi-Huber                   | 416          | 20               | 25'093                   | Trogen          |
| Evangelisch-reformierte Kirche des Kantons Basel-Landschaft              | Kirchenratspräsident: Martin Stingelin                  | 518          | 35               | 96'220                   | Liestal         |
| Evangelisch-reformierte Kirche Basel-Stadt                               | Kirchenratspräsident: Lukas Kundert                     | 37           | 7                | 30'764                   | Basel           |
| Reformierte Kirchen Bern-Jura-Solothurn                                  | Synodalratspräsident: Andreas Zeller                    | ?            | 215              | 642'456                  | Bern            |
| Evangelisch-reformierte Kirche des Kantons Freiburg                      | Synodalratspräsident: Pierre-Philippe Blaser            | 1671         | 16               | 41'235                   | Murten          |
| Église Protestante de Genève                                             | Präsidentin des Konsistorialrats: Charlotte Kuffer      | 282          | 34               | 74'456                   | Genf            |
| Evangelisch-Reformierte Landeskirche des Kantons Glarus                  | Präsident des kantonalen Kirchenrats: Ulrich Knoepfel   | 685          | 13               | 14'991                   | Glarus          |
| Evangelisch-reformierte Landeskirche Graubünden                          | Kirchenratspräsident: Andreas Thöny                     | 7’105        | 113              | 71'700                   | Chur            |
| Evangelisch-Reformierte Kirche des Kantons Luzern                        | Synodalratspräsident: David A. Weiss                    | 1’493        | 8                | 42'746                   | Luzern          |
| Église réformée évangélique du canton de Neuchâtel                       | Synodalratspräsident: Christian Miaz-Frutiger           | 802          | 9                | 59'972                   | Neuenburg       |
| Evangelisch-Reformierte Kirche Nidwalden                                 | Kirchenratspräsident: Wolfgang Gaede                    | 276          | 3                | 4483                     | Stans           |
| Verband der evangelisch-reformierten Kirchgemeinden des Kantons Obwalden | Präsidentin des Verbandsrats: Theres Meierhofer-Lauffer | 491          | 2                | 2'827                    | Sarnen          |
| Evangelisch-reformierte Kirche des Kantons St. Gallen                    | Kirchenratspräsident: Martin Schmidt                    | 2’026        | 49               | 112'738                  | St. Gallen      |
| Evangelisch-reformierte Kirche des Kantons Schaffhausen                  | Kirchenratspräsident: Frieder Tramer                    | 298          | 31               | 31'566                   | Schaffhausen    |
| Evangelisch-reformierte Kantonalkirche Schwyz                            | Kirchenratspräsident: Heinz Fischer                     | 908          | 6                | 18'602                   |                 |
| Evangelisch-Reformierte Kirche im Kanton Solothurn                       | Synodalratspräsidentin: Verena Enzler                   | ?            | 23               | 28'959                   |                 |
| Evangelische Landeskirche des Kantons Thurgau                            | Kirchenratspräsident: Wilfried Bührer                   | 991          | 66               | 98'310                   | Frauenfeld      |
| Chiesa evangelica riformata nel Ticino                                   | Synodalratspräsident: Tobias Ulbrich                    | 2’812        | 3                | 6'856                    |                 |
| Evangelisch-Reformierte Landeskirche Uri                                 | Kirchenratspräsident: Dieter Kolthoff                   | 1’077        | 3                | 1'830                    | Altdorf         |
| Église Évangélique Réformée du canton de Vaud                            | Synodalratspräsidentin: Esther Gaillard                 | 3’212        | 87               | 247'696                  | Lausanne        |
| Evangelisch-Reformierte Kirche des Wallis                                | Synodalratspräsident: Beat Abegglen                     | 5’224        | 10               | 19'505                   | Sitten          |
| Evangelisch-reformierte Kirchgemeinde des Kantons Zug                    | Kirchenratspräsidentin: Monika Hirt Behler              | 239          | 1                | 17'923                   | Zug             |
| Evangelisch-reformierte Landeskirche des Kantons Zürich                  | Kirchenratspräsident Michel Müller                      | 1’729        | 179              | 461'602                  | Zürich          |

In den Kantonen Genf und Neuenburg sind die Kirchen privatrechtlich organisiert.

### Landeskirche en la Iglesia católica
| Landeskirche                                                                                | Presidente                      | Extensión (km²) | Miembros | Sede              |
| ------------------------------------------------------------------------------------------- | ------------------------------- | --------------- | -------- | ----------------- |
| Römisch-katholische Kirche im Aargau                                                        | Kirchenratspräsident Luc Humbel | 1.404           |          | Aarau             |
| Verband römisch-katholischer Kirchgemeinden des Kantons Appenzell Ausserrhoden              |                                 | 243             | ?        | Herisau           |
| Katholische Kirchgemeinden Innerrhodens                                                     |                                 | 173             | ?        | Gonten            |
| Römisch-katholische Landeskirche des Kantons Basel-Landschaft                               |                                 | 518             | ?        | Liestal           |
| Römisch-katholische Kirche des Kantons Basel-Stadt                                          |                                 | 37              | ?        | Basel             |
| Römisch-katholische Landeskirche des Kantons Bern                                           |                                 | 5959            | ?        | Biel/Bienne       |
| Kirchliche Körperschaft des Kantons Freiburg                                                |                                 | 1671            |          | Villars-sur-Glâne |
| Verband der römisch-katholischen Kirchgemeinden des Kantons Glarus                          |                                 | 685             | ?        | Näfels            |
| Katholische Landeskirche Graubünden                                                         |                                 | 7’105           |          | Domat/Ems         |
| Collectivité ecclésiastique cantonale catholique-romaine de la République et Canton du Jura |                                 | 839             | ?        | Delsberg          |
| Römisch-katholische Landeskirche des Kantons Luzern                                         |                                 | 1’493           | ?        | Luzern            |
| Römisch-katholische Landeskirche des Kantons Nidwalden                                      |                                 | 276             | ?        | Stans             |
| Verband der römisch-katholischen Kirchgemeinden des Kantons Obwalden                        |                                 | 491             |          | Sachseln          |
| Katholischer Konfessionsteil des Kantons St. Gallen                                         |                                 | 2’026           | ?        | St. Gallen        |
| Römisch-katholische Landeskirche des Kantons Schaffhausen                                   |                                 | 298             | ?        | Schaffhausen      |
| Römisch-katholische Kantonalkirche Schwyz                                                   |                                 | 908             |          |                   |
| Römisch-katholische Synode des Kantons Solothurn                                            |                                 | 791             | ?        | Gerlafingen       |
| Katholische Landeskirche des Kantons Thurgau                                                |                                 | 991             |          | Weinfelden        |
| Römisch-katholische Landeskirche Uri                                                        |                                 | 1’077           |          | Attinghausen      |
| Fédération ecclésiastique catholique romaine du Canton de Vaud                              |                                 | 3’212           | ?        | Lausanne          |
| Vereinigung der katholischen Kirchgemeinden des Kantons Zug                                 |                                 | 239             | ?        | Cham              |
| Römisch-katholische Körperschaft des Kantons Zürich                                         |                                 | 1’729           | ?        | Zürich            |

En los cantones de Ginebra y Neuchâtel, las iglesias están organizadas bajo el derecho privado, y en Ticino y Valais solo existen los obispados.

## Landeskirche en Liechtenstein
En Liechtenstein, la Iglesia católica según la Constitución Nacional, en su artículo 37-II, es la iglesia nacional en el sentido de una iglesia estatal. Sin embargo, desde 2013, se legisló la separación de la Iglesia y el Estado. El territorio de la iglesia regional corresponde desde el 2 de diciembre de 1997, a la Archidiócesis de Vaduz. Anteriormente correspondía al territorio del decanato de Liechtenstein en la diócesis de Chur.